# Elaphoglossum delgadilloanum
Elaphoglossum delgadilloanum är en träjonväxtart som beskrevs av A. Rojas. Elaphoglossum delgadilloanum ingår i släktet Elaphoglossum och familjen Dryopteridaceae. Inga underarter finns listade.